# Memphis glauce
Espèce
Memphis glauce est une espèce d'insectes lépidoptères (papillons) de la famille des Nymphalidae, de la sous-famille des Charaxinae et du genre Memphis.

## Dénomination
Memphis glauce a été décrit par Cajetan Freiherr von Felder et Rudolf Felder en 1862 sous le nom initial de Nymphalis glauce.
Synonyme : Anaea glauce ; Godman & Salvin, [1884].

### Sous-espèces
- Memphis glauce glauce ; présent au Pérou
- Memphis glauce centralis (Röber, 1916) ;  présent au Costa Rica, au Honduras, au Panama
- Memphis glauce cicla (Möschler, 1877) ; présent au Surinam, au Brésil
- Memphis glauce felderi (Röber, 1916) ; présent en Équateur[1].

### Nom vernaculaire
Memphis glauce se nomme Glauce Leafwing en anglais.

## Description
Memphis glauce est un papillon d'une envergure d'environ 52 mm, aux ailes antérieures à bord costal bossu, apex angulaire, bord externe presque droit. Chaque aile postérieure porte une queue pointue.
Le dessus est bleu sans la partie basale, bleu marine presque noir à partir de l'aire postdiscale.
Le revers est marron chiné d'argenté et simule une feuille morte.

## Écologie et distribution
Memphis  glauce est présent au Costa Rica, au Honduras, à Panama, en Colombie, en Équateur, au Pérou, au Brésil, au Surinam et en Guyane,,.

### Biotope
Memphis  glauce réside en forêt tropicale humide en dessous de 800 m.

### Protection
Pas de statut de protection particulier.